# José Câncio Martins
José Câncio Martins GOM (Sintra, 13 de março de 1936) é um engenheiro civil Português vencedor do Prémio Secil de 1995, com o projecto da Nova Ponte Macau-Taipa (Ponte da Amizade).

## Biografia
Concluiu o curso de Engenharia Civil pelo Instituto Superior Técnico da Universidade Técnica de Lisboa, em 1959. Distinguiu-se devido a sua dedicação em projectos na área de engenharia civil, concepção e construção de pontes e, em 1963, fundou a J. L. Câncio Martins Projectos de Estruturas. É professor Catedrático convidado na Faculdade de Ciências e Tecnologia da Universidade de Coimbra.
Com uma energia inesgotável, protagonizou uma série de projectos na engenharia Portuguesa, entre eles: * Edifícios e estruturas industriais; Faculdade de Engenharia Eletrotécnica e Informática da Universidade de Coimbra além de pontes e viadutos (Ponte de Viana do Castelo (Projeto variante) – 1988; Viaduto de Lusianes na E.N 123 – 1968).

## Condecorações e prêmios
- Prémio Secil - 1995[1]

- Grande-Oficial da Ordem do Mérito - 2006.[2]

- Prêmio Albert Caquot - 2007[3]